# فيليبي كامبا
فيليبي كامبا (بالإسبانية: Felipe Campa)‏ مواليد 13 يناير 1979 في ولاية دورانغو، المكسيك، هو ملاكم محترف مكسيكي يصنف ضمن فئة الوزن الخفيف.

## إحصائيات
خاض خلال مسيرته 16 نزالا، فاز في 11 وتعادل في 1 وخسر في 4. فاز بالضربة القاضية في 6 نزالات.

## روابط خارجية
- فيليبي كامبا على موقع بوكس ريك (الإنجليزية) (registration required)